# Yellow Brick Road
Yellow Brick Road — белорусская рок-группа, появилась в 2009 году. В состав вошли музыканты, участвовшие в различных белорусских группах.
Yellow Brick Road давали концерты в Белоруссии, России, на Украине, в Эстонии, Латвии, Литве, Польше, Германии и Чехии. «Ребята играют юморную и искристую помесь рок-классики разных времен — от хард-рока к рок-н-роллу, от психоделии к фанку». В апреле 2009 года группа выпустила дебютный EP «We have something good for you». В июне 2009 года стали лауреатами международного рок-фестиваля Rock-Line в городе Пермь, выступив перед тридцатитысячной аудиторией. В августе 2009 года вышел альбом «12 stories», в поддержку которого Yellow Brick Road отыграли тур по Белоруссии, России, Литве, Латвии и Эстонии. В феврале 2010 года Yellow Brick Road выпустили EP «Cat and Dog» и отправились во второй тур по Европе. В течение месяца YBR выступали в России, Литве, Латвии, Эстонии, Польше, Германии и Чехии. В мае 2010 группа выступила на фестивале Avant Fest. В июне 2010 года YBR прошли отбор из 120 групп на крупнейший белорусский open-air «Рок за бобров». В июне 2010 года YBR были выбраны из 25 групп из Белоруссии для участия в международном конкурсе «Rock Noca» в Польше. В августе вышел альбом «Honeymoon», в поддержку которого Yellow Brick Road дали 25 концертов в Европе. 27 марта 2011 года Yellow Brick Road — официальный суппорт Deep Purple в Минске. Летом 2011 группа играла на крупных фестивалях в Польше, Литве, Латвии и России. 19 октября 2011 года вышел клип на песню S.Y.S.T.R.N.R. 18 ноября 2011 года в кинотеатре «Центр-видео» Yellow Brick Road представили DVD «Honeymoon Live» по мотивам концерта 26 ноября 10 в Минске. Летом 2012 года YBR приступили к записи третьего альбома «FUTUREMENTAL».

## Состав
- Ян Максимович — вокал;
- Павел Величко — гитара;
- Илья Давидович — бас-гитара;
- Евгений «Yellow Kid» Суховей — барабаны;
- Ярослав Томило — звукорежиссер;
- Дмитрий Хламов — директор.
- Ян Ярош — клавиши

## Дискография
- 2009 — We Have Something Good for You (EP)
- 2009 — 12 stories (LP)
- 2010 — C&D (EP)
- 2010 — Honeymoon (LP)
- 2011 — Honeymoon Live (DVD)
- 2012 — Futuremental (LP)